# Ptecticus danielsi
Ptecticus danielsi är en tvåvingeart som beskrevs av Rozkosny och Jong 2003. Ptecticus danielsi ingår i släktet Ptecticus och familjen vapenflugor. Inga underarter finns listade i Catalogue of Life.